# KNVB Beker 2012/13 (vrouwen)
De 33e editie van de KNVB Beker voor vrouwen ging op 25 augustus 2012 van start. ADO Den Haag verdedigde met succes de titel.

## Opzet
Deze editie van de KNVB Beker voor vrouwen begon met een groepsfase van negen poules. Vanaf de tweede ronde begon de knock-outfase en stroomden de BeNe League-teams in.

## Speeldata
| Fase       | Ronde      | Speeldata              |
| ---------- | ---------- | ---------------------- |
| Groepsfase | Speeldag 1 | 25 en 26 augustus 2012 |
| Groepsfase | Speeldag 2 | 20 en 21 oktober 2012  |
| Groepsfase | Speeldag 3 | 24 en 25 november 2012 |

## Deelnemers
Er nemen dit seizoen 42 clubteams deel. Acht clubs uit de BeNe League Orange en 35 amateurverenigingen.
| Competitie           | Clubs                        | Clubs              | Clubs            | Clubs        |
| -------------------- | ---------------------------- | ------------------ | ---------------- | ------------ |
| BeNe League Orange   | ADO Den Haag                 | sc Heerenveen      | PSV/FC Eindhoven | FC Twente    |
| BeNe League Orange   | Ajax                         | PEC Zwolle         | SC Telstar VVNH  | FC Utrecht   |
| Topklasse            | ATC '65 powered by FC Twente | DTS Ede            | Oranje Nassau    | SteDoCo      |
| Topklasse            | Be Quick '28                 | Fortuna Sittard    | RCL              | RKHVV        |
| Topklasse            | SC Buitenveldert             | The Knickerbockers | SV Saestum       | Ter Leede    |
| Hoofdklasse Zaterdag | Be Quick '28 2               | VV Reiger Boys     | vv SSS           | Wartburgia   |
| Hoofdklasse Zaterdag | HTC                          | RVVH               | Ter Leede 2      | SC 't Zand   |
| Hoofdklasse Zaterdag | Odysseus '91                 | SV Smerdiek        | VIOD             | SV Zwolle    |
| Hoofdklasse Zaterdag | VV Oostkapelle               |                    |                  |              |
| Hoofdklasse Zondag   | FC Berghuizen                | EVV Eindhoven AV   | FC Medemblik     | SV Venray    |
| Hoofdklasse Zondag   | SV Blauw Wit                 | Fortuna Wormerveer | Prinses Irene    | SC 't Zand-2 |
| Hoofdklasse Zondag   | VV DESK                      | FC Gelre           | Victoria Boys    |              |

## Wedstrijden

### Groepsfase

#### Poule 1
| # | Club           | Wedstrijden | Wedstrijden | Wedstrijden | Wedstrijden | Doelpunten | Doelpunten | Doelpunten | Punten |
| - | -------------- | ----------- | ----------- | ----------- | ----------- | ---------- | ---------- | ---------- | ------ |
| # | Club           | G           | W           | G           | V           | V          | T          | Saldo      | Punten |
| 1 | SteDoCo        | 1           | 1           | 0           | 0           | 3          | 1          | +2         | 3      |
| 2 | VV Oostkapelle | 1           | 0           | 1           | 0           | 1          | 1          | +0         | 1      |
| 3 | SC 't Zand     | 1           | 0           | 1           | 0           | 1          | 1          | +0         | 1      |
| 4 | VV DESK        | 1           | 0           | 0           | 1           | 1          | 3          | -2         | 0      |

| Datum   | Tijd  | Team        | Score | Team        |
| ------- | ----- | ----------- | ----- | ----------- |
| 25 aug. | 14:30 | Oostkapelle | 1 – 1 | 't Zand     |
| 25 aug. | 18:00 | DESK        | 1 – 3 | SteDoCo     |
| 20 okt. | 12:00 | 't Zand     | 3 – 0 | DESK        |
| 20 okt. | 15:00 | SteDoCo     | 8 – 2 | Oostkapelle |
| 24 nov. | 14:30 | DESK        | 3 – 6 | Oostkapelle |
| 24 nov. | 12:00 | 't Zand     | 0 – 4 | SteDoCo     |

#### Poule 2
| # | Club               | Wedstrijden | Wedstrijden | Wedstrijden | Wedstrijden | Doelpunten | Doelpunten | Doelpunten | Punten |
| - | ------------------ | ----------- | ----------- | ----------- | ----------- | ---------- | ---------- | ---------- | ------ |
| # | Club               | G           | W           | G           | V           | V          | T          | Saldo      | Punten |
| 1 | Ter Leede          | 1           | 1           | 0           | 0           | 7          | 0          | +7         | 3      |
| 2 | Fortuna Wormerveer | 1           | 1           | 0           | 0           | 3          | 1          | +2         | 3      |
| 3 | RCL                | 1           | 0           | 0           | 1           | 1          | 3          | -2         | 0      |
| 4 | FC Medemblik       | 1           | 0           | 0           | 1           | 0          | 7          | -7         | 0      |

| Datum   | Tijd  | Team               | Score  | Team               |
| ------- | ----- | ------------------ | ------ | ------------------ |
| 25 aug. | 14:00 | Medemblik          | 0 – 7  | Ter Leede          |
| 25 aug. | 15:00 | RCL                | 1 – 3  | Fortuna Wormerveer |
| 20 okt. | 14:30 | Fortuna Wormerveer | 2 – 2  | Medemblik          |
| 20 okt. | 11:00 | Ter Leede          | 5 – 0  | RCL                |
| 24 nov. | 14:30 | Medemblik          | 1 – 3  | RCL                |
| 24 nov. | 14:30 | Fortuna Wormerveer | 0 – 11 | Ter Leede          |

#### Poule 3
| # | Club             | Wedstrijden | Wedstrijden | Wedstrijden | Wedstrijden | Doelpunten | Doelpunten | Doelpunten | Punten |
| - | ---------------- | ----------- | ----------- | ----------- | ----------- | ---------- | ---------- | ---------- | ------ |
| # | Club             | G           | W           | G           | V           | V          | T          | Saldo      | Punten |
| 1 | SC Buitenveldert | 1           | 1           | 0           | 0           | 1          | 0          | +1         | 3      |
| 2 | ASV Wartburgia   | 1           | 0           | 1           | 0           | 1          | 1          | +0         | 1      |
| 3 | Ter Leede 2      | 1           | 0           | 1           | 0           | 1          | 1          | +0         | 1      |
| 4 | VV Reiger Boys   | 1           | 0           | 0           | 1           | 0          | 1          | -1         | 0      |

| Datum   | Tijd  | Team          | Score | Team          |
| ------- | ----- | ------------- | ----- | ------------- |
| 25 aug. | 14:30 | Wartburgia    | 1 – 1 | Ter Leede 2   |
| 25 aug. | 14:45 | Reiger Boys   | 0 – 1 | Buitenveldert |
| 20 okt. | 12:30 | Ter Leede 2   | 0 – 2 | Reiger Boys   |
| 20 okt. | 14:30 | Buitenveldert | 2 – 2 | Wartburgia    |
| 24 nov. | 14:45 | Reiger Boys   | 0 – 0 | Wartburgia    |
| 24 nov. | 12:30 | Ter Leede 2   | 0 – 5 | Buitenveldert |

#### Poule 4
| # | Club         | Wedstrijden | Wedstrijden | Wedstrijden | Wedstrijden | Doelpunten | Doelpunten | Doelpunten | Punten |
| - | ------------ | ----------- | ----------- | ----------- | ----------- | ---------- | ---------- | ---------- | ------ |
| # | Club         | G           | W           | G           | V           | V          | T          | Saldo      | Punten |
| 1 | RKHVV        | 1           | 1           | 0           | 0           | 7          | 0          | +7         | 3      |
| 2 | DTS Ede      | 1           | 1           | 0           | 0           | 4          | 1          | +3         | 3      |
| 3 | SC 't Zand-2 | 1           | 0           | 0           | 1           | 1          | 3          | -2         | 0      |
| 4 | SV Blauw Wit | 1           | 0           | 0           | 1           | 0          | 7          | -7         | 0      |

| Datum   | Tijd  | Team      | Score | Team      |
| ------- | ----- | --------- | ----- | --------- |
| 25 aug. | 14:45 | 't Zand   | 1 – 4 | DTS Ede   |
| 25 aug. | 15:30 | RKHVV     | 7 – 0 | Blauw Wit |
| 20 okt. | 14:30 | Blauw Wit | 5 – 2 | 't Zand   |
| 20 okt. | 15:00 | DTS Ede   | 2 – 6 | RKHVV     |
| 24 nov. | 14:30 | 't Zand   | –     | RKHVV     |
| 24 nov. | 14:30 | Blauw Wit | 1 – 5 | DTS Ede   |

#### Poule 5
| # | Club        | Wedstrijden | Wedstrijden | Wedstrijden | Wedstrijden | Doelpunten | Doelpunten | Doelpunten | Punten |
| - | ----------- | ----------- | ----------- | ----------- | ----------- | ---------- | ---------- | ---------- | ------ |
| # | Club        | G           | W           | G           | V           | V          | T          | Saldo      | Punten |
| 1 | SV Saestum  | 1           | 1           | 0           | 0           | 3          | 0          | +3         | 3      |
| 2 | RVVH        | 1           | 0           | 1           | 0           | 2          | 2          | +0         | 1      |
| 3 | vv SSS      | 1           | 0           | 1           | 0           | 2          | 2          | +0         | 1      |
| 4 | SV Smerdiek | 1           | 0           | 0           | 1           | 0          | 3          | -3         | 0      |

| Datum   | Tijd  | Team       | Score | Team       |
| ------- | ----- | ---------- | ----- | ---------- |
| 25 aug. | 12:30 | Smerdiek   | 0 – 3 | SV Saestum |
| 25 aug. | 14:30 | RVVH       | 2 – 2 | SSS        |
| 20 okt. | 14:30 | SSS        | 6 – 0 | Smerdiek   |
| 20 okt. | 13:00 | SV Saestum | 3 – 1 | RVVH       |
| 24 nov. | 15:00 | Smerdiek   | 1 – 2 | RVVH       |
| 24 nov. | 14:30 | SSS        | 2 – 5 | SV Saestum |

#### Poule 6
| # | Club          | Wedstrijden | Wedstrijden | Wedstrijden | Wedstrijden | Doelpunten | Doelpunten | Doelpunten | Punten |
| - | ------------- | ----------- | ----------- | ----------- | ----------- | ---------- | ---------- | ---------- | ------ |
| # | Club          | G           | W           | G           | V           | V          | T          | Saldo      | Punten |
| 1 | Victoria Boys | 1           | 0           | 1           | 0           | 1          | 1          | +0         | 1      |
| 2 | FC Gelre      | 1           | 0           | 1           | 0           | 1          | 1          | +0         | 1      |
| 3 | Be Quick '28  | 1           | 0           | 1           | 0           | 1          | 1          | +0         | 1      |
| 4 | Odysseus '91  | 1           | 0           | 1           | 0           | 1          | 1          | +0         | 1      |

| Datum   | Tijd  | Team          | Score | Team          |
| ------- | ----- | ------------- | ----- | ------------- |
| 25 aug. | 14:30 | Gelre         | 1 – 1 | Be Quick '28  |
| 25 aug. | 17:00 | Victoria Boys | 1 – 1 | Odysseus '91  |
| 20 okt. | 17:00 | Be Quick '28  | 0 – 2 | Victoria Boys |
| 20 okt. | 12:30 | Odysseus '91  | 2 – 2 | Gelre         |
| 24 nov. | 14:00 | Victoria Boys | 3 – 1 | Gelre         |
| 24 nov. | 14:30 | Be Quick '28  | 7 – 1 | Odysseus '91  |

#### Poule 7
| # | Club           | Wedstrijden | Wedstrijden | Wedstrijden | Wedstrijden | Doelpunten | Doelpunten | Doelpunten | Punten |
| - | -------------- | ----------- | ----------- | ----------- | ----------- | ---------- | ---------- | ---------- | ------ |
| # | Club           | G           | W           | G           | V           | V          | T          | Saldo      | Punten |
| 1 | FC Berghuizen  | 1           | 2           | 0           | 0           | 2          | 1          | +1         | 3      |
| 2 | Be Quick '28 2 | 1           | 2           | 0           | 0           | 2          | 1          | +1         | 3      |
| 3 | HTC            | 1           | 0           | 0           | 1           | 1          | 2          | -1         | 0      |
| 4 | ATC '65        | 1           | 0           | 0           | 1           | 1          | 2          | -1         | 0      |

| Datum   | Tijd  | Team           | Score | Team           |
| ------- | ----- | -------------- | ----- | -------------- |
| 25 aug. | 12:00 | Be Quick '28 2 | 2 – 1 | HTC            |
| 25 aug. | 14:00 | Berghuizen     | 2 – 1 | ATC            |
| 20 okt. | 12:30 | HTC            | 2 – 3 | Berghuizen     |
| 20 okt. | --:-- | ATC            | –     | Be Quick '28 2 |
| 24 nov. | 14:30 | Berghuizen     | –     | Be Quick '28 2 |
| 24 nov. | Niet* | HTC            | –     | ATC            |

#### Poule 8
| # | Club               | Wedstrijden | Wedstrijden | Wedstrijden | Wedstrijden | Doelpunten | Doelpunten | Doelpunten | Punten |
| - | ------------------ | ----------- | ----------- | ----------- | ----------- | ---------- | ---------- | ---------- | ------ |
| # | Club               | G           | W           | G           | V           | V          | T          | Saldo      | Punten |
| 1 | Oranje Nassau      | 1           | 1           | 0           | 0           | 2          | 0          | +2         | 3      |
| 2 | SV Zwolle          | 1           | 1           | 0           | 0           | 2          | 1          | +1         | 3      |
| 3 | VIOD               | 1           | 0           | 0           | 1           | 1          | 2          | -1         | 0      |
| 4 | The Knickerbockers | 1           | 0           | 0           | 1           | 0          | 2          | -2         | 0      |

| Datum   | Tijd  | Team           | Score | Team           |
| ------- | ----- | -------------- | ----- | -------------- |
| 25 aug. | 14:30 | Knickerbockers | 0 – 2 | ON             |
| 25 aug. | 14:30 | Zwolle         | 2 – 1 | VIOD           |
| 20 okt. | --:-- | VIOD           | 0 – 1 | Knickerbockers |
| 20 okt. | 14:30 | ON             | 2 – 0 | Zwolle         |
| 24 nov. | 14:30 | Knickerbockers | 0 – 4 | Zwolle         |
| 24 nov. | 14:30 | VIOD           | 0 – 5 | ON             |

#### Poule 9
| # | Club               | Wedstrijden | Wedstrijden | Wedstrijden | Wedstrijden | Doelpunten | Doelpunten | Doelpunten | Punten |
| - | ------------------ | ----------- | ----------- | ----------- | ----------- | ---------- | ---------- | ---------- | ------ |
| # | Club               | G           | W           | G           | V           | V          | T          | Saldo      | Punten |
| 1 | Fortuna Sittard    | 2           | 2           | 0           | 0           | 8          | 1          | +7         | 6      |
| 2 | RKSV Prinses Irene | 1           | 0           | 1           | 0           | 3          | 3          | +0         | 1      |
| 3 | EVV Eindhoven AV   | 2           | 0           | 1           | 1           | 3          | 8          | -5         | 1      |
| 4 | SV Venray          | 1           | 0           | 0           | 1           | 1          | 3          | -2         | 0      |

| Datum   | Tijd  | Team            | Score | Team            |
| ------- | ----- | --------------- | ----- | --------------- |
| 26 aug. | 14:30 | Venray          | 1 – 3 | Fortuna Sittard |
| 26 aug. | 14:30 | Eindhoven       | 3 – 3 | Prinses Irene   |
| 20 okt. | 17:00 | Fortuna Sittard | 5 – 0 | Eindhoven       |
| 21 okt. | 12:00 | Prinses Irene   | 4 – 3 | Venray          |
| 24 nov. | 13:00 | Venray          | 3 – 0 | Eindhoven       |
| 24 nov. | 17:00 | Prinses Irene   | –     | Fortuna Sittard |

### Tussenronde
In deze fase worden onder de negen groepswinnaars een tweetal teams geloot die het tegen elkaar opnemen. De overige clubs krijgen een bye naar de volgende ronde.
| Datum             | Tijd             | Team            | Score         | Team       |
| ----------------- | ---------------- | --------------- | ------------- | ---------- |
| 15 dec.           | 14:30            | Victoria Boys   | 0 – 4         | RKHVV      |
| Clubs met een bye |                  |                 |               |            |
| FC Berghuizen     | SC Buitenveldert | Fortuna Sittard | Oranje Nassau | SV Saestum |
| SteDoCo           | Ter Leede        |                 |               |            |

### Achtste finales
In deze fase stromen de acht BeNe League Orange in. Daarnaast de zeven vrijgelote groepswinnaars en de winnaar van de tussenronde. De Eredivisie-clubs kunnen niet tegen elkaar loten en de amateurverenigingen spelen thuis indien zij tegen een club uit de BeNe League spelen.
| datum       | team             | score | team             |
| ----------- | ---------------- | ----- | ---------------- |
| 14 februari | Oranje Nassau    | 1-8   | PEC Zwolle       |
| 16 februari | SC Buitenveldert | 2-1   | PSV/FC Eindhoven |
| 16 februari | SteDoCo          | 0-5   | FC Utrecht       |
| 16 februari | Ter Leede        | 1-7   | SC Heerenveen    |
| 16 februari | Fortuna Sittard  | 0-7   | ADO Den Haag     |
| 16 februari | SV Saestum       | 0-5   | Ajax             |
| 16 februari | RKHVV            | 1-5   | FC Twente        |
| 17 februari | FC Berghuizen    | 0-9   | SC Telstar VVNH  |

### Kwartfinale
| datum    | team          | score         | team             |
| -------- | ------------- | ------------- | ---------------- |
| 16 april | SC Heerenveen | 4-2           | SC Buitenveldert |
| 16 april | PEC Zwolle    | 1-0           | FC Utrecht       |
| 16 april | FC Twente     | 1-1 (4-3 pen) | Ajax             |
| 16 april | ADO Den Haag  | 4-2           | SC Telstar VVNH  |

### Halve finale
| datum  | team          | score | team       |
| ------ | ------------- | ----- | ---------- |
| 14 mei | SC Heerenveen | 2-6   | FC Twente  |
| 14 mei | ADO Den Haag  | 3-2   | PEC Zwolle |

### Finale
| datum       | team         | score                        | team      |
| ----------- | ------------ | ---------------------------- | --------- |
| 31 mei 2013 | ADO Den Haag | 1 – 1 (5–4 na strafschoppen) | FC Twente |

| KNVB Beker 2012/13     |
| ---------------------- |
| ADO Den Haag 2de titel |

1980/81 · 1981/82 · 1982/83 · 1983/84 · 1984/85 · 1985/86 · 1986/87 · 1987/88 · 1988/89 · 1989/90 · 
1990/91 · 1991/92 · 1992/93 · 1993/94 · 1994/95 · 1995/96 · 1996/97 · 1997/98 · 1998/99 · 1999/00 · 
2000/01 · 2001/02 · 2002/03 · 2003/04 · 2004/05 · 2005/06 · 2006/07 · 2007/08 · 2008/09 · 2009/10 · 
2010/11 · 2011/12 · 2012/13 · 2013/14 · 2014/15 · 2015/16 · 2016/17 · 2017/18 · 2018/19 · 2019/20 ·
2020/21 · 2021/22 · 2022/23 · 2023/24 · 2024/25